# 덴샤지교쇼마에 정류장
덴샤지교쇼마에 정류장(일본어: 電車事業所前停留場, でんしゃじぎょうしょまえていりゅうじょう)은 일본 홋카이도 삿포로시 주오구에 위치한 삿포로 시 교통국(삿포로 시영 전차) 야마하나니시 선의 정류장이다. 정류장 번호는 SC11이다. 전차의 운행 거점인 "전차 사업소"가 가까이 있고, 승무원 교대도 본 정류장에서 실시한다.

## 정류장 구조
2면 2선의 대향식 횡단 보도에 접하고 거의 정면에 스스키노 방면과 니시 4초메 방면의 안전 지대가 마주하고 있다. 안전 지대에는 로드 히팅이 꾸며져, 역사가 설치되어 있으며, 니시 4초메 방면(서쪽) 측의 보도 위에 대합실이 있다.(현재의 것은 간판이 달린 작은 오두막이지만 예전에는 모이와야마 케이블카에서 사용되었던 8인승 곤돌라가 실렸다.)
전차 차량 센터(전차 차고)에서 출고한 기차는 정거장 남쪽의 교차로에서 주오토쇼칸마에 정류장으로 향하고 스스키노 방면 본선으로 합류한다. 입고 때는 역시 주오토쇼칸마에 정류장에서 니시 4초메 행 본선 도중에서 분기하여 입고된다. 입출고선과 본선의 분기점 포인트는 2개의 짧은 궤도 회로를 사용한 열차 정지 위치의 시간에 따른 차 검지로 인하여 자동적으로 제어되고 분기점 앞에는 정지선이 2개 설치되어 있다. 삿포로 시영 전차의 본선에 있는 포인트에서는 본 사거리의 동쪽에만 스프링식을 사용하지 않고 있다.

## 정류장 주변
- 삿포로시 교통국 지하철 사업소(전차 차량 센터)
- 히가시혼간지 홋카이도 어묘(묘탑)
- 삿포로 외과 기념 병원
- 히라마쓰 기념 병원

## 역사
- 1931년 11월 23일: "히가시혼간지 묘탑 앞"으로 개업.
- 1941년 12월 1일: 폐지.
- 1954년 8월 15일: "묘탑 앞"의 명칭으로 재개업.
- 1965년 8월 1일: 학예 대학 앞 정류장(현, 중앙 도서관 앞 정류장)으로 통합 및 폐지.
- 1968년 10월: 미나미 차고(현재의 전차 차량 센터) 신설.
- 1974년 5월 1일: "전철 사업소 앞"의 명칭으로 세 번째 개업.
- 2015년 4월 1일: 정류장 번호 설정.

## 인접역
| 삿포로 시 교통국 ● 삿포로 시영 전차 야마하나니시 선 | 삿포로 시 교통국 ● 삿포로 시영 전차 야마하나니시 선 | 삿포로 시 교통국 ● 삿포로 시영 전차 야마하나니시 선 |
| --------------------------------------------------- | --------------------------------------------------- | --------------------------------------------------- |
| SC10 로프웨이이리구치 외선 순환                     | 시영 전철 운행 계통                                 | SC12 주오토쇼칸마에 내선 순환                       |